# ريد ديفيس (لاعب كرة قاعدة)
ريد ديفيس (بالإنجليزية: John Davis)‏ هو لاعب كرة قاعدة أمريكي، ولد في 15 يوليو 1915 في ويلكس بار في الولايات المتحدة، وتوفي في 26 أبريل 2002 في لاوريل في الولايات المتحدة.

## وصلات خارجية
- ريد ديفيس على موقعبيزبول رفرنس.كوم (الدوري الرئيسي) (الإنجليزية)
- ريد ديفيس على موقعبيزبول رفرنس.كوم (الدوري الثانوي) (الإنجليزية)